# Общое землеописание
„Общое землеописанiе вкратце за сичката земля. Преведено от греческiй на славяноболгарскiй язык, умноженно же с распространенiем и прибавленiем многоразных потребных областей, и сега перво на свят издано трудом Кωнстантiна Г. Фотiнова С. Смирна. В типографiи Л. Дамiанова“, 1843 г. стр. 236.
„Общое землеописание“ е втората книга по география, издадена на български език. Преведена е от гръцки от Константин Фотинов и излиза през 1843 г. За нея са се записали повече от 1800 спомоществователи. Тази книга е една от редките по онова време по външна форма, текстово и илюстративно и съдържание. Сравнена с българските географии тя се отличава както по обем, така и по методика на преподаване.
След предисловието следват, така наречените „вопроси за предобученiе“, с които авторът прави читателите си съпричастни на цялото написване на книгата, а след тези предварителни въпроси идва ред и на самото Землеописание. В самата книга Фотинов разделя българските градове на три области – Болгария, Тракия и Македония. В обстоятелственото си описание на всеки отделен град наред с подробните сведения за местоположение, поминък, население, история и др., Фотинов задължително споменава и древните български царе и войните, които са водили.